# ホロコースト犠牲者を想起する国際デー
ホロコースト犠牲者を想起する国際デー（ホロコーストぎせいしゃをそうきするこくさいデー、英: International Day of Commemoration in Memory of the Victims of the Holocaust）は、憎悪、偏見、人種差別の危険性を警告することを目的とした国際デーである。1月27日が指定されている。国際ホロコースト記念日（こくさいホロコーストきねんび、英: International Holocaust Remembrance Day）とも呼ばれる。
2005年11月1日、国際連合総会はナチス・ドイツ政権により、600万人以上のユダヤ人、20万人のロマ人、25万人の身体及び精神障害者、1万5千人の同性愛者が迫害され大量に殺害されたホロコーストを確認し、憎悪、敵対感情、人種差別、偏見がもつ危険性を永遠に人々に警告することを目的とした国際連合総会決議60/7を採択した。1月27日はアウシュヴィッツ＝ビルケナウ強制収容所がソ連軍によって解放された1945年1月27日を基準としている。